# Pokładziny
Pokładziny – wstąpienie do łoża i cielesne obcowanie małżonków w obecności świadków. Pokładziny były dopełnieniem umowy formalnej – jednego ze sposobów zawarcia małżeństwa w epoce feudalnej. W Niemczech w niektórych społecznościach zwyczaj ten utrzymał się do XVII wieku.
Pokładziny stanowiły też zasadniczy rytuał obrzędów związanych z zawieraniem małżeństwa na wsi polskiej – polegały na dokonaniu stosunku płciowego podczas trwania przyjęcia weselnego mającego miejsce zazwyczaj w domu rodziców panny młodej, lub rzadziej pana młodego. Taki stosunek seksualny był nieomal publiczny: zwykle obserwowali go (lub tylko podsłuchiwali) goście weselni, w tym krewni młodej pary:

Gdy młodzi leżą już razem, spuszczają zasłonę, a tymczasem większość z tych, co towarzyszą uroczystościom, wkracza do pokoju z dudami, tańcząc każdy ze szklanicą w ręku. Kobiety podskakują i klaszczą w dłonie, aż się małżeństwo do końca spełni.

 W zwyczaju było pokazywanie białej odzieży panny młodej splamionej krwią jako dowodu jej dziewictwa – od tej chwili uznawano małżeństwo za zawarte:

Nazajutrz (...) do dwóch rękawów koszuli wsadzają kij, po czym wywracają ją na drugą stronę i układają jak proporzec. Niosą ją ulicami miasta z wielką powagą, jak gdyby nieśli sztandar z bitewnymi śladami (...).

Jednak gdy pokazywana odzież nie nosiła śladów krwi, wesele przerywano, a goście zazwyczaj demolowali dom weselny, wyrażając w ten sposób wielkie niezadowolenie z wyniku pokładzin:

Przeciwnie, jeśli się przydarzy, że panna młoda okaże się pozbawiona oznak honoru (...), święto całkiem jest zakłócone, rodzice zaś panny młodej zawstydzeni i zniesławieni. Od tej chwili wesele się urywa. Potem następuje niszczenie izby, podziurawione zostają garnki (...), tłucze się dzbanki i szklanice, z których pito.

W społecznościach wiejskich niektórych rejonów Polski praktykowano pokładziny pary zaręczonej, a więc jeszcze przed ślubem. Był to stosunek płciowy dokonywany zwyczajowo, nie rytualnie, przy zgodnej aprobacie rodzin zaręczonej pary. Natomiast na użytek właściwych pokładzin wykorzystywano prawdopodobnie krwotoki wywoływane za pomocą ziół lub nawet wykorzystywano normalne krwawienie menstruacyjne.